# La pietra del paragone
La pietra del paragone ("A pedra do paragão", em italiano) é um melodrama jocoso em dois atos, com o libreto em italiano de Luigi Romanelli e música de Gioachino Rossini. A ópera estreou no Teatro alla Scala de Milão em 26 de setembro de 1812.

## Sinopse
Três mulheres querem se casar com o conde Asdrúbral, mas só a marquesa Clarice amo realmente, as outras só querem o seu dinheiro. Farto do assédio das três donzelas e de um jornalista corrupto, de um escritor ridículo e de um jovem poeta, o conde decide montar uma farsa: finge que toda a sua fortuna acabou.
Todos o abandonam, menos a apaixonada marquesa Clarice e o jovem poeta Giocondo.
Mas a marquesa decide não precisa ser amada pelo conde, mas Giocondo consegue reconciliá-los.